# Educació artística
L'educació artística és un mètode d’ensenyament que es basa en certs camps de l'art, com ara l'educació visual i plàstica, l'educació musical o l'educació expressiva del cos (dansa o teatre, arts circenses, òpera...).
Els professionals solen destacar en una de les activitats mencionades anteriorment. Igual que en altres camps professionals, en l'educació artística cal una actualització constant, recerca de capacitacions i formació en noves manifestacions artístiques i pedagògiques amb la finalitat d’aconseguir dotar l'estudiant d'un ampli domini de les disciplines.
Els xiquets, joves i adults poden aprendre tant en col·legis, instituts i universitats com en els museus, centres culturals, ocupacionals, de recreació, agències de servei social, al carrer i fins i tot a les presons, tot rebent aquest tipus d’educació de manera formal o informal. Es pot distingir una educació artística per a la formació de professionals d'una altra per als que no ho volen ser.
L'educació artística desenvolupa capacitats, actituds, hàbits i comportaments; potencia habilitats i destreses i, a més, és un mitjà d’interacció, comunicació i expressió de sentiments, emocions i actituds que permeten la formació integral del nen. Dintre del camp de l’art existeixen diverses branques professionals que ajuden a enriquir els continguts que es poden ensenyar, com ara: història de l’art, filosofia de l’art, teoria de l’art, disseny, crítica de l’art, i les anomenades arts contemporànies (art comunitari, art relacional, videoart, còmics, bio-art, ...), és a dir, representacions artístiques que generalment no són incloses en les belles arts o en les arts convencionals. Aquestes i d'altres especialitats eixamplen el repertori de les manifestacions artístiques i, si s'inclouen les TICs, aquestes poden oferir propostes didàctiques més afins a la població.

## Vincles
- Glossari d'Educació plàstica i visual